# Сказ (приток Кусейки)
Сказ — река в России, протекает по Нижнесергинскому району Свердловской области. Устье реки находится в 7,2 км по правому берегу реки Кусейка. Длина реки составляет 10 км.
На реке расположен посёлок Рябиновка, ранее также было село Самодумовка.

## Данные водного реестра
По данным государственного водного реестра России относится к Камскому бассейновому округу, водохозяйственный участок реки — Уфа от Нязепетровского гидроузла до Павловского гидроузла, без реки Ай, речной подбассейн реки — Белая. Речной бассейн реки — Кама.
Код объекта в государственном водном реестре — 10010201112111100020612.